# Hobie 18

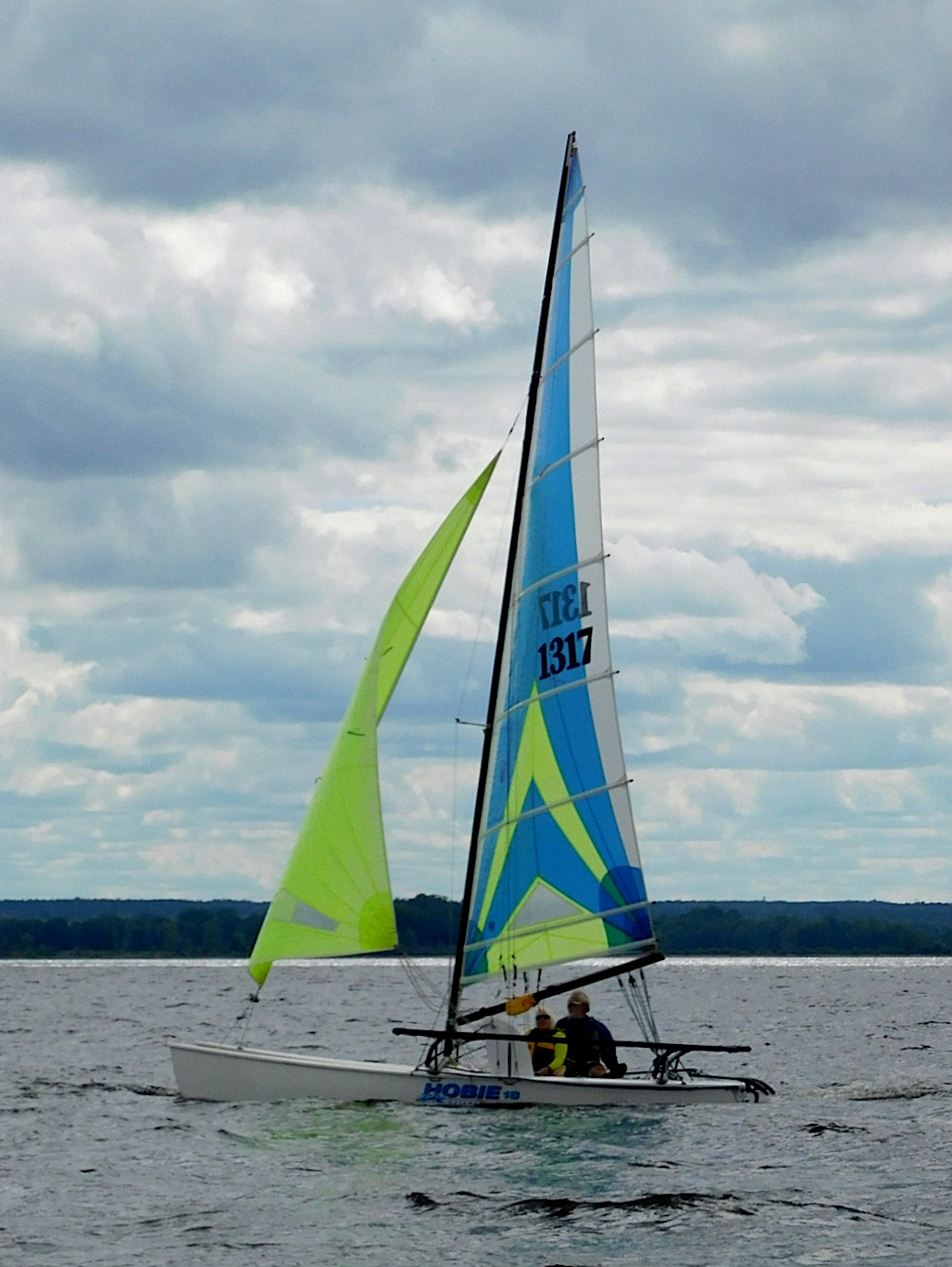

Hobie 18 är en båtmodell bland de 18-fotskatamaraner Formula 18 som byggs efter speciella mätregler och används vid kappsegling, bland annat Archipelago Raid. Den är en modell i Hobie cat-serien.
Hobie 18 är väldigt snabb och krävande att segla. Den lanserades år 1977.